# Efke
Efke (stilizirano: efke) bilo je je trgovačko ime fotografskih filmova, papira i kemikalija koje je proizvodila tvrtka FOTOKEMIKA ZAGREB d.d. iz Samobora.
Ime najranijih Fotokemikinih filmova bilo je Efka (od F ("ef") i K ("ka"), Fotokemika).

## Filmovi
Filmovi Efke su bili crno-bijeli, visokog sadržaja srebra, zbog čega su imali velik dinamički raspon, odnosno visokokvalitetnu reprodukciju sivih tonova i gušću zrnatost u usporedbi s modernijim filmovima.
Proizvodili su se filmovi formata: 120 (srednji format), 127, 135 (35 mm), veliki format (listovi).
Crno-bijeli filmovi Efke kb25, kb50 i kb100 izrađivani su korištenjem ADOX-ovih formulacija iz 1950-ih godina.
Fotokemika je, između ostalih, proizvodila i:
- bliskoinfracrveni film "Efke IR820" i njegovu verziju bez antihalacijskog sloja imena "Efke IR820 Aura"
- film u boji "efkecolor" u ISO brzinama od 100/400 (1986.-1992.)
- film u boji "spektar" u brzinama 100/200/400 (1992.-2009.) [2]
- film u boji efkecolor Super HG100HG100 (1996.-?)
- pozitiv-film u boji 100 ISO "efkechrome" (1982.-1999.) brzine ISO 100[3]
- dijapozitivni film u boji "arschrome 100"

Filmovi Efke su bili jednoslojni što je emulzijski sloj činio tanjim i osjetljivijim na mehanička oštećenja, pogotovo u mokrom stanju nakon razvijanja. Plastična osnovica filma također je bila tanja i prozirnija što je olakšavalo pregled negativa, ali i lakše dovodilo do njegovog kovrčanja.
Između 1995. i 2006. godine, Fotokemika je bila jedini proizvođač formata 127.
Fotokemikin Efke IR820 (i njegova verzija Aura) bio je bliskoinfracrveni film osjetljivosti koja se protezala do 820 nm. Nakon što je Kodak prestao proizvoditi Kodak HIE, ovaj je film imao najdalju spektralnu osjetljivost u području infracrvenog zračenja.

## Kemikalije Efke
Razvijači:
- FR-3 - brzi razvijač crno-bijelih negativa
- FR-4 - razvijač za fotografske papire
- FR-5 - izjednačavajući razvijač crno-bijelih negativa
- FR-7 - razvijač za negative
- FR-8 - brzi razvijač negativa
- FR-9 - sitnozrnati razvijač crno-bijelih filmova
- FR-15 - razvijač za kinopozitiv film, mikrofilm, diafilm/dia ploče i papire
- FR-30 - grafički razvijač negativa
- FR-31 - dvokomponentni, jaki, grafički razvijač negativa
- FRX-2 - razvijač rentgenskih filmova

Fiksiri:
- FF-1 - univerzalni kiseli fiksir

## Fotografski papiri Efke
- FOKEMBROM EXTRA
- EMAKS linija

## Filtri za eksponiranje fotografskog papira Efke
- VARYCON

## Gašenje proizvodnje Efke filmova
Fotokemika je svu proizvodnju ugasila 30. kolovoza 2012. godine 
Nakon raspada Jugoslavije 1990-ih i privatizacije tvrtke, dio opreme i nekretnina prodan je, a mnogi su radnici otpušteni, što je tvrtku na kraju dovelo do stečaja.
Nakon gašenja pogona, Fotokemika je kratko vrijeme postojala kao distributer medicinskih filmova i materijala drugih proizvođača.

## Baština
Baština Fotokemike pokušala se spasiti više puta.
Krajem 2020. godine hrvatski fotograf Silvester Kolbas organizirao je izložbu o filmovima Efke, tvrtki Fotokemika Zagreb d.d. i njenoj baštini u Muzeju tehnike "Nikola Tesla", Zagreb pod nazivom "Fotokemika"  na kojoj su prikazani stara oprema i proizvodi koji su ostali iza stečaja u napuštenim tvorničkim pogonima, kao i fotografije snimljene crno-bijelim filmom Efke kojem je istekao rok trajanja.
Početkom 10-ih godina 21. stoljeća, fotografkinja Sanja Harris i novinarka Ana Cvetković pokrenule su Wordpressov blog "The Fotokemika Project" u kojem se dokumentiralo stanje ruševne tvornice i iznijelo planove za spašavanje njenih strojeva i opreme.

## Vanjske poveznice
- Neslužbena stranica Fotokemike: http://www.fotokemika.hr/  Arhivirana inačica izvorne stranice od 21. lipnja 2024. (Wayback Machine) (ova stranica je nedovršena i nije ažurirana od 2007. godine)